# Chloe Decker
Chloe Jane Decker es un personaje ficticio co-protagonista de la serie de televisión Lucifer, de la plataforma de streaming, Netflix (originalmente de Fox). Es interpretada por la actriz Lauren German, y apareció por primera vez en el episodio "Pilot", emitido el 25 de enero de 2016 en Estados Unidos. Aunque la serie de televisión "Lucifer" es una adaptación del cómic del mismo nombre creado por Neil Gaiman y Kelley Jones para la compañía, DC Comics; Chloe no éxiste en dicho cómic, y fue creada especialmente para la serie, por Tom Kapinos. 
Chloe es una detective de homicidios que trabaja en Los Ángeles como miembro de LAPD. Mientras investiga un asesinato en el club nocturno "Lux", Chloe se encuentra con Lucifer Morningstar, el antiguo gobernante del infierno, que ahora vive en la Tierra. 
Lucifer la ayuda en el caso (a pesar de sus protestas) y los dos terminan formando una relación profesional como un dúo de "detective-consultor" antes de que se enamoren mutuamente. Chloe es un ser especial, puesto que es una bendición de Dios, además que puede hacer que Lucifer sea mortal a su alrededor, no cae bajo sus encantos y sus poderes no funcionan contra ella. A lo largo de la primera temporada, Lucifer piensa que la razón de que sus poderes no funcionen contra ella, es porque es especial, aunque más tarde en la serie, otra de sus teorías es porque el siente atracción por ella y se hace inmune sin saberlo, esto ha tomado fuerza en algunos episodios.

## Apariencia
Chloe es una mujer hermosa de unos 40 años con una complexión delgada, sin embargo, atlética, mide alrededor de 5′ 7″ (1,7 m), con ojos azules y cabello rubio cenizo, que ocasionalmente tiene recogido en una cola de caballo o en un moño, pero también lo tiene suelto. más allá de sus hombros.
Chloe usa mayormente ropa auténtica para su trabajo como detective; camisas lisas con sobrecamisas con cuello, pantalones casuales, botas, etc. Aunque también se la puede ver con vestidos o atuendos llamativos en ocasiones especiales.

## Historia

### Antes de la serie
Dios envió al ángel Amenadiel a la Tierra para bendecir a una pareja que tenía problemas para concebir un hijo. Más tarde, Amenadiel se dio cuenta de que la pareja a la que había bendecido eran Penélope y John Decker, y que Chloe había sido el resultado. 
El padre de Chloe era un oficial de LAPD, mientras que su madre era una actriz de segunda categoría. Cuando era adolescente, Chloe tuvo un papel en una película de bajo presupuesto, "Hot Tub High School", en la que sale de un jacuzzi, en topless. 
Ella ganó una fama muy pequeña por el papel. Desafortunadamente, el padre de Chloe fue asesinado dos semanas después, cuando ella tenía solo 19 años. 
Mientras salía del funeral, Nick, un paparazzi, se encargó de irrumpir en el funeral y tomarle fotos. A cambio, Chloe golpeó su cámara, rompiendo la lente. Luego dejó de actuar y decidió convertirse en policía como su padre.
Cuando comenzó a trabajar en LAPD, Chloe conoció a Dan Espinoza, quien también era oficial de LAPD. Más tarde se casaron y tuvieron una hija llamada Beatriz, apodada Trixie. Con el tiempo, Chloe y Dan se separaron, ya que él siempre ponía el trabajo antes que su familia y nunca tenía tiempo para ellas.

### En la serie
Chloe conoce a Lucifer Morningstar, después de que una aspirante a música, Delilah, muere en un tiroteo en las afueras del club de Lucifer, Lux. Lucifer había usado su influencia para que Delilah se convirtiera en el centro de atención y, aunque trata a la mayoría de la humanidad con desconcertada indiferencia, se interesa en encontrar al asesino de Delilah, convirtiéndose en el socio no deseado de Chloe. Cuando Chloe va a la casa de un sospechoso del asesinato, encuentra a Lucifer quien intenta descubrir cuál es el mayor deseo de Chloe, pero se da cuenta de que sus poderes no funciona con ella. Lucifer logra obtener suficiente información sobre el asesino y su ubicación, gracias a la psiquiatra, Linda Martín. El culpable es el manager de Delilah, Jimmy, quien tenía la intención de crear un aumento en las ventas de música con la prematura desaparición del cantante. En un ataque de rabia, Jimmy dispara a Chloe y Lucifer; las balas no tienen ningún efecto sobre este último, y Lucifer se asegura de darle a Jimmy su castigo antes de llevar a Chloe al hospital.
En "Quieto, Lucifer. Buen diablo", Chloe es dada de alta del hospital pero tiene licencia médica. Pasa su tiempo investigando el pasado de Lucifer, o intentando, ya que parece que Lucifer Morningstar "no existía hace cinco años" y, lo que es más interesante, por qué las balas no lo hirieron, pero un nuevo caso, desvía su la atención. El hijo de una estrella de cine ha muerto en un accidente automovilístico que parece ser el resultado de la persecución de un paparazzi. 
El mismo paparazzi, Nick, confiesa el crimen, pero Chloe no está tan segura. Aunque Chloe desprecia a Nick por irrumpir en el funeral de su padre hace décadas, la evidencia no cuadra. Ingresa Lucifer, quien está interesado en ayudar a resolver otro caso. Chloe usa la habilidad de Lucifer para obtener la verdad de Nick, quien termina diciéndoles que está encubriendo a alguien, aunque la "entrevista" es interrumpida por Dan, quien considera el caso cerrado. También le recuerda a Chloe que todavía está de licencia. Pero eso a Chloe no le interesa, y va con Lucifer a investigar en una fiesta que Nick menciono. Hay numerosos paparazzi en la fiesta, pero Lucifer pronto reconoce a uno que estaba tomando fotografías de la escena del crimen el día anterior. Él y Chloe intentan acercarse al sospechoso, pero él llama la atención sobre la fama de Chloe, lo que hace que todos los demás paparazzi los rodeen. En toda la conmoción, el sospechoso escapa.
Al día siguiente, Dan revisa la matrícula del automóvil del sospechoso y le da a Chloe su ubicación. Ella y Lucifer encuentran al sospechoso, cuyo nombre es Josh Bryant, y Lucifer le pregunta qué desea a lo que Josh responde que quiere "ser siempre el primero". Chloe y Lucifer regresan a Lux, donde miran las fotografías pasadas de Josh, que incluyen una representación espantosa de las muertes de celebridades. Chloe especula que Josh pudo haber causado estas muertes para poder cosechar las recompensas de tener las primeras fotos de ellas. Lucifer quiere castigar a Josh, pero Chloe insiste en que necesitan algo más que pruebas circunstanciales y se va molesto; Lucifer decide dar un castigo con Maze en su lugar. Chloe visita a Nick y le dice que sabe sobre Josh. Nick admite que fue Josh quien había estado persiguiendo a la víctima y que lo había llamada|llamado después del "accidente", pidiendo ayuda. Chloe se va para atender una llamada y cuando regresa, Nick se ha ido. Ella se entera del sargento de recepción que fue Lucifer quien se lo llevó. Lucifer lleva a Nick a una calle desierta, donde conocen a Maze, quien ha secuestrado a Josh. Luego revela la traición de cada hombre y Maze les da a cada uno un arma para ver quién disparará a quién primero. Josh intenta dispararle a Nick, pero su arma está vacía. Conmocionado y herido, Nick toma su propia pistola y apunta a Josh. Chloe llega y trata de convencer a Nick de que no dispare, recordándole que trató de cambiar y que es algo bueno.
Al darse cuenta de que este castigo fue un error, Lucifer le reza a Amenadiel, quien ralentiza el tiempo justo cuando Nick dispara su arma. Lucifer saca la bala del aire, salvando a Nick de convertirse en un asesino. Cuando Amenadiel se va y el tiempo vuelve a su velocidad normal, Chloe se sorprende al descubrir que Josh no ha recibido un disparo y Lucifer se ha movido. Más tarde, Chloe visita a Jimmy Barnes, quien se encuentra en un hospital psiquiátrico. Ella trata de preguntarle sobre Lucifer, pero Barnes se asusta y comienza a golpearse la cabeza contra la pared, haciendo que sangre. Llegan los camilleros y lo detienen, pero él sigue luchando, gritando: "¡Es el diablo!".
Poco a poco Lucifer se da cuenta de que Chloe daña su inmortalidad, haciéndolo vulnerable cada que ella está cerca. Al final de la primero|primera temporada, cuando se entera de que el agente Malcolm Graham tiene intenciones malas, Chloe le robar|roba dinero sucio que él tenía, pero Malcolm secuestra a Trixie para obligar a Chloe a devolverle el dinero. En el intercambio, Lucifer recibe un disparo mortal cuando interviene para tratar de salvar a Chloe y Trixie. Lucifer reza a Dios ofreciéndole regresar a trabajar para él si salva a Chloe. Dios restaura los poderes de Lucifer, y Luci mata a Malcolm.
Para la segunda temporada Chloe y Lucifer se acercan más, aunque la llegada de la madre de Lucifer, hace que Chloe esté en peligro. Al final de la temporada, después de que La Diosa es enviada a la nada para que cree su propio universo, Lucifer despide abrirse con Chloe, y revelarle esta vez en serio su verdadera identidad. Pero este plan se interrumpe cuando alguien inesperado secuestra a Lucifer.
En la tercera temporada, las cosas entre Lucifer y Chloe pasan a un tono agridulce, pues después de que Lucifer no apareciera en su cita con Chloe, ella lo toma como si él se estuviera burlando de ella; pero las cosas en su relación empeoran cuando aparece Marcus Pierce, quien es el nuevo teniente de la policía de Los Ángeles; aunque en realidad es el primer asesino del mundo, Caín. Chloe se enamora perdidamente de Pierce, algo que trae los celos de Lucifer. Cuando Pierce le pide matrimonio a Chloe ella acepta, aunque tiene dudas de sus sentimientos hacia él. Cuando Charlotte es asesinada, todos descubren que Pierce es el asesino; Chloe y Lucifer caen en una trampa de él, y Chloe intenta atacarlo, pero él la daña haciendo que se desmaye, a lo que Lucifer la cubre con sus alas para que las balas de los hombres de Pierce no la dañen. Él la saca volando y la deja en el techo del edificio y Lucifer se encarga de los hombres de Marcus, y de el mismo Marcus asesinandolo. Cuando Chloe recupera la conciencia y encuentra a Lucifer de pie sobre el cadáver de Pierce con los otros hombres muertos. Ella llama a Lucifer y él se gira para verla, Chloe ve su cara de diablo por primera vez y se sorprende al descubrir que todas sus afirmaciones de ser el diablo eran realmente ciertas. Ella se queda atónita, retrocediendo mientras repite la inquietante visión dos veces.
En la cuarta temporada, Chloe finge que la revelación de Lucifer no la afecta, pero es mentira.
En el episodio "Alguien ha estado leyendo el Infierno de Dante" Chloe va a una iglesia,en  donde conoce a un sacerdote, quien le dice que el diablo es malo, y que tiene que erradicarlo de la tierra. Chloe intenta hacerlo en, "Hombres de poca fe, padre", pero no lo logra, algo que hace, que Lucifer se entera de que ella a estado fingiendo su tranquila, y que le teme. Lucifer y Chloe se distancia, mayormente por el temor de Chloe hacia Lucifer y por la aparición de Eva, el "primer amor de Lucifer".
Al final de la temporada, Chloe le dice a Lucifer que lo ama, aunque lastimosamente el tiene que irse al infierno para controlar a los angeles, ellos se despiden, diciéndole Lucifer a Chloe, que "Ella es su primer amor, no Eva".
En la quinta temporada, Chloe se a enfocado en su trabajo para superar a Lucifer, y en salir de fiesta con Maze, quien por el abandono de Eva y el de Luci, confunde su acercamiento a Chloe, y la besa; a lo que Chloe le recalca que solo son amigas. Al final del episodio, "El principe triste", Chloe está en peligro, y cuando está apunto de ser asesinada, llega Lucifer a salvarla, aunque en realidad es Michael, hermano gemelo de Luci, quien por envidia de la evolución de Lucifer vino ala tierra a destruir todos lo que Lucifer quiere, empezando por Chloe. Aunque ella no tarda en darse cuenta de que Michael no es Lucifer.
El Lucifer de verdad vuelve a la tierra e intenta recuperar su relación con Chloe. Al final de la primera parte de la temporada, Chloe es secuestrada por Michael y Maze, pero Lucifer la salva, y la lleva de regreso a la comisaría en dónde ella y Luci tienen una conversación importante sobre su relación antes de que ella se congele igual que el tiempo, gracias a Amenadiel.
En la segunda parte de la quinta temporada, el tiempo vuelve a la normalidad y Chloe esta confundida pues no sabe donde esta Lucifer. Más adelante, se cruza con Lucifer y este le dice que jamás podrá decirle «Te Amo», y si lo dijera mentiría. Chloe luego habla con Linda y esta saca la construcción que Lucifer tiene problemas de familia y por eso dijo lo que dijo.

## Personalidad
Chloe es una policía con los pies en la tierra, muy inteligente y le enorgullece su trabajo. A diferencia del irreverente Lucifer, Chloe aprecia crear orden a partir del caos. Ella constantemente evita sus avances sexuales en la temporada 1 y desafía su enfoque indiferente hacia el trabajo de detective, ya que está claro que él realmente no entiende el trabajo policial (excepto por algunos casos en los que ella lo ve obteniendo resultados). Debido a su escepticismo en torno al caso Palmetto, Chloe es impopular en su departamento y tiene pocos amigos; nadie quiere ser su socio.
A pesar de toda la fealdad que ha visto en sus años en el trabajo, Chloe conserva una naturaleza cariñosa y amigable, especialmente hacia sus amigos y familiares. Disfruta pasar tiempo con Ella, Linda e incluso Lucifer y ama a su hija Trixie más que a nada, siempre poniéndola en primer lugar.
Chloe tiene un lado extraño, como se muestra en "Las agarraderas del amor". A lo largo del episodio, hace varios gestos y comentarios incómodos. La primero|primera vez que Chloe golpea el trasero de Lucifer después de que él le pregunta qué deseaba y se risa|ríe del comentario de Lucifer cuando Ella López dice "secreción ocular", pero luego rápidamente pone una cara seria. Ella también intenta terminar su oración cuando dice: "Espero que el pobre Ricky lo haya hecho contar, disfrutando de la poca vida que le quedaba con el sexo o los amigos", diciendo "O sexo con amigos" mientras le hace un guiño incómodo a Lucifer. Cuando él no responde, ella le dice que ahí es donde pensó que iba con su comentario.
Cuando se conocieron, Chloe inicialmente creyó que Lucifer estaba delirando y regularmente descarta sus afirmaciones de ser el Diablo. Aunque admite que hay algo anormal e inexplicable en él, la sensata Chloe también se da cuenta de que experimenta heridas mortales. Después de trabajar juntos, ya no cree que Lucifer esté delirando y está convencida de que Lucifer es un poco peculiar, tiene delirios de grandeza, y sus referencias bíblicas, incluido el llamarse a sí mismo "El Diablo", son metáforas para trabajar en su traumático pasado. Chloe generalmente disfruta de su compañía y se siente herida cuando siente que él está siendo deshonesto con ella; ella prefiere sus insistentes afirmaciones de identificarse como El Diablo a su silencio cuando se le presiona sobre secretos. Se sabe que ella se burla de él en ocasiones, para disgusto de Lucifer. Cuando descubrió que sus afirmaciones eran ciertas después de ver su verdadero rostro, se quedó en un estado de asombro y solo pudo repetir "todo es cierto" y se quedó sin resolver.
Después de darse cuenta de que Lucifer es de hecho el diablo, Chloe tuvo que considerar realmente si el hombre al que había llegado a amar estaba simplemente fingiendo. Como resultado, el padre Kinley la manipuló para que creyera que Lucifer era la encarnación del mal. Sin embargo, cambió de opinión después de que Lucifer revela que es vulnerable a su alrededor. Cuando Eve se abrió camino en sus vidas, Chloe inicialmente los apoyó, diciendo que Eve era buena para Lucifer ya que Eve aceptó el lado diabólico de Lucifer mientras que ella no. Sin embargo, cuando Lucifer comenzó a volverse cada vez más violento con los criminales, buscando castigarlos en el lugar en lugar de atraparlos, Chloe se preocupó cada vez más de que Eve estuviera alentando los rasgos negativos de Lucifer. Finalmente, en "¿Quién es el nuevo rey del infierno?", Chloe finalmente admitió a Lucifer que lo amaba, incluso diciendo que ya no le tiene miedo sino que tiene miedo de perderlo.
En el universo alternativo que se muestra en "Once Upon a Time", Chloe es similar a su contraparte principal del universo en muchos aspectos, como ser firme, serena y de voluntad fuerte. Sin embargo, se diferencia en que siente que su vida está insatisfecha debido a ser actriz y no a un oficial de policía. En el universo paralelo, Chloe no experimentó la pérdida de su padre, que era un policía respetado, y ella, por lo tanto, no se convirtió en policía, no tuvo una hija. Chloe en este universo es, por tanto, más despreocupada y abierta. Sin embargo, debido a que no tenía las mismas reglas que cumplir como oficial de policía, también era más agresiva y manejaba a los sospechosos con más violencia.